# Ибрахим ибн Ахмад
Ибрахим ибн Ахмад — ненадолго стал эмиром Саманидов в 947 году. Был сыном Ахмада ибн Исмаила.

## Биография
У Ибрагима был брат по имени Наср II, который сменил Ахмада на посту правителя Саманидов в 914 году. В 943 году ему наследовал сын Насра Нух I. В течение этого периода Ибрагим проживал при дворе Хамданидов в Ираке. В 945 году Нух I уволил мухтаджида Абу Али Чагани с поста губернатора Хорасана, выслушав жалобы на жестокое правление последнего, и попытался заменить его тюрком, симджуридом Ибрагимом ибн Симджуром. Абу Али отказался принять его увольнение и взбунтовался. Затем он убедил Ибрагима приехать из Ирака, на что тот согласился; Ибрагим сначала отправился в Тикрит, затем в Хамадан, а затем достиг столицы Саманидов Бухары, которую он захватил с помощью Абу Али в 947 году и короновал себя как правителя Саманидов.
Восстание Ибрагима и Абу Али быстро распространилось по всему государству, даже до Рея в Джибале. Правление Ибрагима вскоре было признано халифом Аббасидов. Однако он был непопулярен среди жителей Бухары, и Нух вскоре ответил, отвоевав город и ослепив Ибрагима и двух братьев. Судьба Ибрагима неизвестна.